# Hélio Pinto
Hélio José Ribeiro Pinto (Portimão, Portugal, 29 de febrero de 1984) es un exfutbolista portugués que jugaba en la posición de centrocampista.

## Clubes
| Club                       | País     | Año       |
| -------------------------- | -------- | --------- |
| Sport Lisboa e Benfica "B" | Portugal | 2002-2004 |
| Sport Lisboa e Benfica     | Portugal | 2003-2004 |
| Sevilla Atlético           | España   | 2004-2006 |
| Apollon Limassol (cedido)  | Chipre   | 2005-2006 |
| APOEL de Nicosia           | Chipre   | 2006-2013 |
| Legia de Varsovia          | Polonia  | 2013-2015 |
| Al-Mesaimeer SC            | Catar    | 2015-2016 |
| Anorthosis Famagusta       | Chipre   | 2016      |
| Kongsvinger IL             | Noruega  | 2016-2017 |
| Trikala FC                 | Grecia   | 2017      |
| Kongsvinger IL             | Noruega  | 2017      |
| NorthEast United           | India    | 2018      |
| Louletano DC               | Portugal | 2018-2021 |